# マッチング・モウル
マッチング・モウル（Matching Mole）は、1970年代前半に活動したイングランドのプログレッシブ・ロック・バンドである。ロバート・ワイアットがソフト・マシーン脱退後に結成した。

## バンド名
「マッチング・モウル (そっくりモグラ)」は「ソフト・マシーン (Soft Machine)」のフランス語読みである「マシーヌ・モル (Machine Molle)」をもじったものである。2011年に元メンバーのデイヴ・シンクレアは、バンド名は「マッチング・モウルではなくマシーン・モール」とコメントした。

## 来歴
1971年：ワイアット、シンクレア、フィル・ミラー、ビル・マコーミックにより結成。
1972年：ファースト・アルバム『そっくりモグラ』録音。ワイアット、デイヴ・マクレエ、ミラー、マコーミックで、セカンド・アルバム『そっくりモグラの毛語録』録音。プロデュースはキング・クリムゾンのロバート・フリップが担当し、ロキシー・ミュージックのブライアン・イーノ（当時はイーノ）がゲスト参加した。その後解散。
1973年：ワイアット、マコーミック、フランシス・モンクマン、ゲイリー・ウィンドがマッチング・モウル再結成を試みサード・アルバム用のリハーサルを行った。しかし同年6月1日、ワイアットがパーティーの席上で酔ったまま5階の窓から転落して脊髄を損傷し、下半身不随となってドラマー生命を絶たれたため、再結成は頓挫した。
その後、ワイアットは周りのミュージシャン仲間の助けにより、シンガー/キーボード・プレイヤーとして再起を果たしている。

## 逸話・その他
- 1973年の再結成の構想にはヘンリー・カウのフレッド・フリスの名前も挙がっていて、フリスも乗り気だった。

## メンバーと担当楽器

### 第1期 1971年12月-1972年3月
- ロバート・ワイアット (Robert Wyatt) - ドラム、ボーカル、メロトロン、ピアノ
- デイヴ・シンクレア (David Sinclair) - オルガン、ピアノ
- フィル・ミラー (Phil Miller) - ギター
- ビル・マコーミック (Bill MacCormick) - ベース

+
- デイヴ・マクレエ (Dave MacRae) - エレクトリック・ピアノ(ゲスト/1stアルバム)

アルバム『そっくりモグラ』録音。

マクレエ入りの5人でライブ『オン・ザ・レディオ』収録の2曲録音。

### 第2期 1972年3月-10月
- ロバート・ワイアット (Robert Wyatt) - ドラム、ボーカル
- デイヴ・マクレエ (Dave MacRae) - エレクトリック・ピアノ、オルガン、シンセサイザー
- フィル・ミラー (Phil Miller) - ギター
- ビル・マコーミック (Bill MacCormick) - ベース

+
- ブライアン・イーノ (Brian Eno) - VCS3シンセサイザー (ゲスト/2ndアルバム)
- デヴィッド・ゲイル (David Gale) - ボイス (ゲスト/2ndアルバム)
- ジュリー・クリスティ (Julie Christie) - ボイス (ゲスト/2ndアルバム)
- アルフリーダ・ベンジ (Alfreda Benge) - ボイス (ゲスト/2ndアルバム)

アルバム『そっくりモグラの毛語録』録音。

ライブ『ライヴ・イン・コンサート』、『まっすぐモグラ』、『マーチ』、『オン・ザ・レディオ』収録音源録音。

### 第3期 1973年5月-6月
- ロバート・ワイアット (Robert Wyatt) - ドラム、ボーカル
- ビル・マコーミック (Bill MacCormick) - ベース
- フランシス・モンクマン (Francis Monkman) - キーボード
- ゲイリー・ウィンド (Gary Windo) - サックス

サード・アルバム用のリハーサルを行っていた。

## ディスコグラフィ

### スタジオ・アルバム
- 『そっくりモグラ』 - Matching Mole (1972年)
- 『そっくりモグラの毛語録』 - Matching Mole's Little Red Record (1972年)

### ライブ・アルバム
- 『ライヴ・イン・コンサート』 - BBC Radio 1 Live In Concert (1994年 第2期) ※『そっくりモグラの毛語録<エクスパンデッド・エディション>』 (2012年)に全曲収録
- 『まっすぐモグラ』 - Smoke Signals (2001年 第2期)
- 『マーチ』 - March (2002年 第2期)
- 『オン・ザ・レディオ』 - On The Radio (2006年 第1期-第2期)

### オムニバス
- ロバート・ワイアット: 『フロッサム・アンド・ジッサム』 - Flotsam Jetsam (1994年 「No 'Alf Measures」を収録 第2期)
- ロバート・ワイアット: Going Back A Bit : A Little History Of Robert Wyatt (1994年 「O Caroline」、「Gloria Groom」、「God Song」を収録 第1期-第2期)

### その他
- ロバート・ワイアット: 『ロック・ボトム』 - Rock Bottom (1974年)

マッチング・モウルのサードアルバム用に用意されていた楽曲を収録している。